# Apopontonia
Apopontonia is een geslacht van kreeftachtigen uit de klasse van de Malacostraca (hogere kreeftachtigen).

## Soort
- Apopontonia falcirostris Bruce, 1976